# グラキイモナス
グラキイモナス属（グラキイモナスぞく、Glaciimonas）は、2011年9月に記載された真正細菌の属の一つである。タイプ種はグラキリクテス・インモービリス（Glaciimonas immobilis）である。
タイプ種は高山の氷河に発生するクリオコナイトから発見された好冷性細菌で、1-20°C程度でよく増殖するグラム陰性桿菌、不動性の従属栄養細菌である。属名は、氷を意味するglacies（グラキエース）と個体を意味するmonas（モナス）の合成語、またタイプ種の種形容語は、動かないを意味するimmobilis（インモビーリス）といったラテン語がそれぞれ使用されている。